# پدرو رودریگز فیلو
پدرو رودریگز فیلو (زاده ۱۷ ژوئن ۱۹۵۴) که با نام پدرو کوچولوی قاتل یا پیتی قاتل نیز شناخته می‌شود، قاتل سریالی و ولگرد برزیلی بود که به دلیل تعقیب و کشتن انحصاری جنایتکاران در نوجوانی، بین ۱۴ تا ۱۹ سالگی، به ویژه یک باند کامل در پاسخ به قتل دوست دختر باردارش شهرت دارد. او که رسماً به ۷۱ قتل محکوم شد اما ادعا کرد بیش از ۱۰۰ فروشنده مواد مخدر، متجاوز و قاتل را کشته‌است، قبل از آزادی در سال ۲۰۰۷، ۳۴ سال از عمر خود را در زندان گذراند. در سال ۲۰۱۱، رودریگز بار دیگر به اتهام تحریک شورش و سلب آزادی زندانی شد، در حالی که ابتدا زندانی بود و به هشت سال زندان دیگر محکوم شد، اما پس از هفت سال به دلیل حسن رفتار دوباره در سال ۲۰۱۸ آزاد شد. قربانیان او شامل ۴۷ زندانی (عمدتا متجاوزان متجاوز) بودند که او آنها را در داخل زندان به قتل رساند.
رودریگز پس از دومین بار آزادی از زندان در سال ۲۰۱۸، و پس از اینکه اعلام کرد که در جوانی از هوشیاری خود اصلاح شده و متعهد به مرتکب هیچ جنایتی شده‌است، یک سلبریتی برزیلی و یوتیوبر محسوب می‌شود و یک کانال یوتیوب به نام پدرینیو شهرت دارد. او در مورد جنایات مدرن اظهار نظر می‌کند و در عین حال به مردم آموزش می‌دهد که اعمال مجرمانه به هیچ وجه افتخارآمیز نیست.
به دنبال انتشار اولیه برنامه‌ریزی شده رودریگز در سال ۲۰۰۳، جف لیندسی شروع به انتشار یک سری رمان دربارهٔ یک قاتل زنجیره‌ای آمریکایی با الهام از رودریگز به نام دکستر مورگان کرد. موفقیت سریال، همراه با اقتباس تلویزیونی آن در سال ۲۰۰۶ و احیای آن در سال ۲۰۲۲، منجر به جلب توجه رسانه‌های گذشته‌نگر گسترده به رودریگز شد و او به‌طور متناوب در سطح بین‌المللی به عنوان «دکستر برزیلی» و «مجازگر آمریکای جنوبی» شناخته شد.